# Oj chodyť son kolo vikon

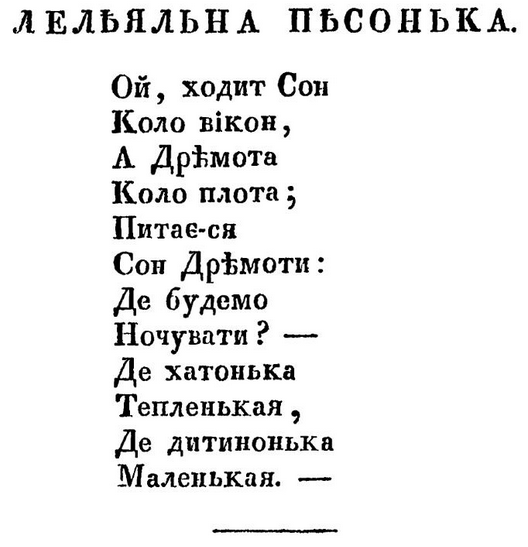
Píseň v knize Rusalka Dnistrovaja (Русалка Днѣстровая) z roku 1837

Oj chodyť son kolo vikon (ukrajinsky Ой ходить сон коло вікон) je ukrajinská ukolébavka, která patří mezi ukrajinské národní písně. George Gershwin se písní inspiroval při sepsání árie Summertime. Píseň nazpívala v roce 1980 americká zpěvačka ukrajinského původu Kvitka Cisyková.